# Cyclostremiscus pentagonus
Cyclostremiscus pentagonus är en snäckart som först beskrevs av William More Gabb 1873.  Cyclostremiscus pentagonus ingår i släktet Cyclostremiscus och familjen Vitrinellidae. Inga underarter finns listade i Catalogue of Life.